# Алеутска болест по норките
Алеутска болест по норките (на английски: Transmissible mink encephalopathy) е рядко заболяване, класифицирано в групата на трансмисивните спонгиформни енцефалопатии. Причинява се от видоизменен протеин наречен прион. Поразява ЦНС при възрастни норки, отглеждани във ферми.

## Сведения за заболяването
Заболяването е открито за първи път през 1947 г. в САЩ при норки, отглеждани във ферми с цел добив на ценни кожи. Оттогава до днес огнища на Алеутска болест по норките са регистрирани в САЩ, Канада, Финландия, Германия, и републиките от бившия Съветски съюз.

## Епизоотология
През 1965 г. учените Dieter Burger и G.R. Hartsough публикуват проучване, което сочи, че случаите на алеутска болест по норките засягат повече от една ферми за отглеждане на норки и всички тези ферми са имали връзка помежду си. Връзката се оказва общия източник на храна – говедо месо неподходящо за човешка консумация и давано за изхранване на норките. Това твърдение косвено говори за връзка между прионовите заболявания при говедата и норките и още повече за съществуването на спонгиформна енцефалопатия по говедата в САЩ още през декември 1964 година.
Заразяването на норките става основно чрез храната. Описано е заразяване на малките от майката посредством кърмата. Болестта е била идентифицирана при норки над една годишна възраст, боледуват и двата пола и всички индивиди независимост от цвета на космената покривка.
Най-новите изследвания на заболяването са проведени във ферма в Стетсънвил, Уисконсин през 1985 г. От 7300 бр. възрастни норки 60% от животните умерят в рамките на 5 месеца. При микроскопско изследване на проби от мозък е доказана спонгиформната му структура. На следващата година е установено, че норки родени от болни животни не заболяват от алеутска болест. Вирусологът Ричард Марш от университета в Уисконсин изследва начините на заразяване на животните във фермите. Той установява, че в диетата на норките са влючени пресни месни продукти от лекувани и умрели селскостопански животни, остатъци от рибопреработката, птици и зърнени култури. Добитъкът с който са изхранвани е бил умрял в резултат на метаболитни заболявания, счупени крайници или разстройства на централната нервна система. Голяма е вероятността тези животни да са боледували от спонгиформна енцефалопатия по говедата.

## Клинични признаци
Инкубационният период продължава в рамките на 7 да 12 месеца. Засягат се възрастни животни и има летален изход. Смъртта настъпва в рамките на 2 до 7 седмици след появата на първите признаци.
Клинични признаци на заболяването включват промени в поведението като объркване, загуба на инстинкта за почистване и безсмислен въртеж около себе си. Норките стават неспокойни и агресивни, появява се повишена склонност да хапят други животни, предмети и себе си. Засегнатите животни губят тегло, появява се атаксия и скованост на движенията на задните крайници, дъговидно извиване на опашката подобно на тази при катерица. По-рядко се наблюдават гърчове. До настъпване на смъртта животните показват признаци на сънливост и неориентираност.

## Диагноза
Сигурна диагноза приживе не може да бъде поставена. Това става след като животното умре. При аутопсия няма видими промени и изменения на органите. Изследва се мозъчен ствол. Изготвят се хистологични препарати и се наблюдават под микроскоп. Откриват се участъци с изменения на мозъчната тъкан подобни на гъба.